# Santa Maria di Nazareth

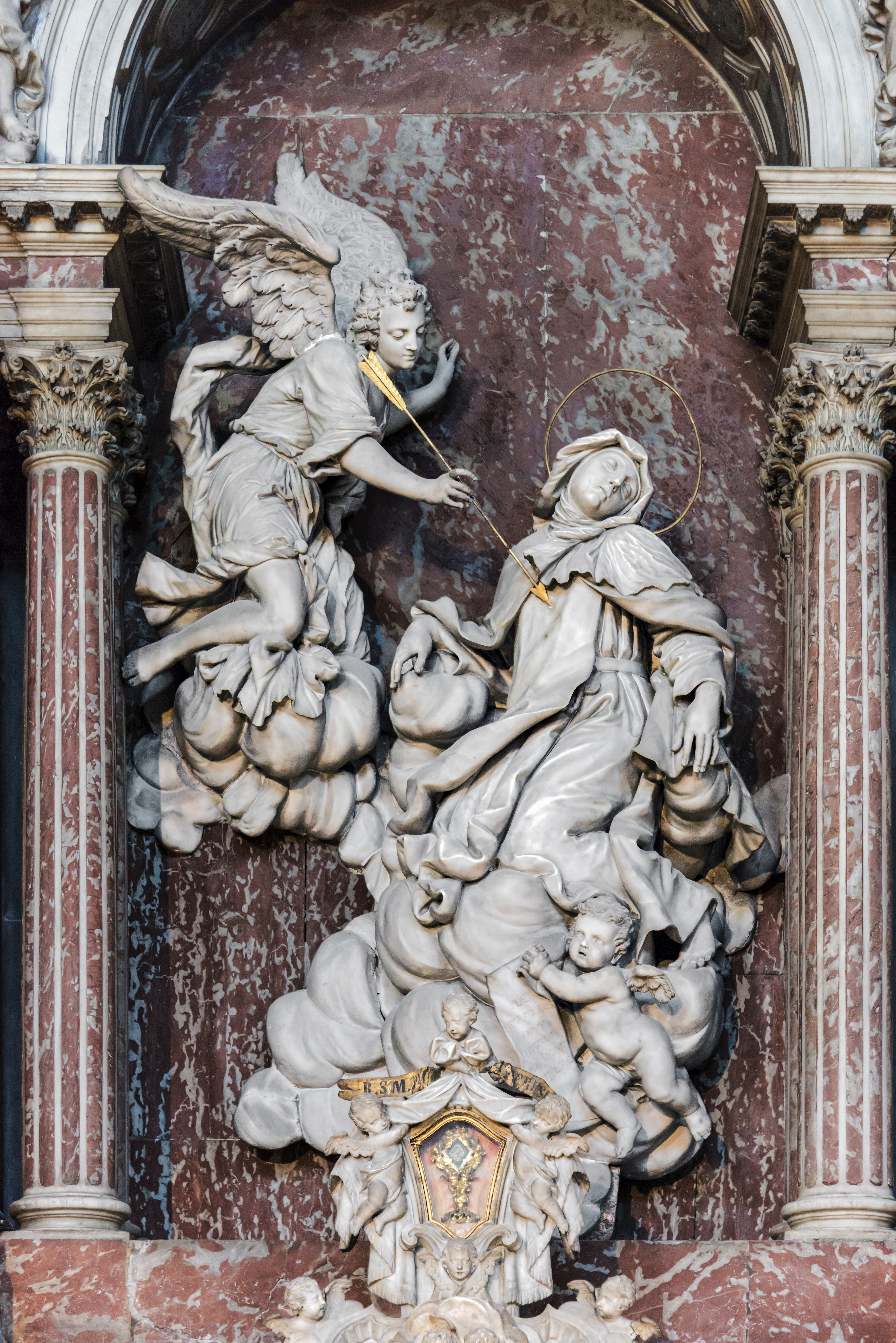
Heinrich Meyring

Santa Maria di Nazareth, även benämnd Chiesa degli Scalzi, är en kyrka i Venedig. Den tillhör de Oskodda karmeliterna, på italienska Carmelitani scalzi. Kyrkobyggnaden ritades av Baldassare Longhena, medan fasaden är ett verk av Giuseppe Sardi. Santa Maria di Nazareth fullbordades 1705.